# Tweaker
Tweaker è il progetto solista di Chris Vrenna, avviato verso la fine degli anni '90 dopo l'abbandono dei Nine Inch Nails.

## Storia del gruppo
La band dal 2004 include come membro permanente anche Clint Walsh. Tra il 2001 ed il 2004 il gruppo ha pubblicato due album: The Attraction to All Things Uncertain e 2 a.m. Wakeup Call. In entrambi la copertina è di Joe Sorren.
Il terzo album era previsto per il 2008, ma la pubblicazione è stata rinviata a causa degli impegni di Vrenna con i Marylin Manson.
Nell'ottobre 2012 viene pubblicato l'album Call the Time Eternity, seguito da un album di remix intitolato And Then There's Nothing (2013).

## Membri del gruppo
- Chris Vrenna
- Clint Walsh (dal 2004)

## Discografia
Album in studio
- 2001 - The Attraction to All Things Uncertain
- 2004 - 2 a.m. Wakeup Call
- 2012 - Call the Time Eternity

Raccolte
- 2013 - And Then There's Nothing